# Râul Bidilița
Râul Bidilița este un curs de apă, afluent al râului Stolniceni. 